# ŽRK Aranđelovac
Le ŽRK Izvor Bukovička Banja Aranđelovac anciennement ŽRK Knjaz Miloš Aranđelovac (du nom de son principal sponsor, la société Knjaz Miloš) est un club serbe de handball féminin basé à Aranđelovac.

## Palmarès
- champion de Serbie en 2007 et 2016

## Personnalités liées au club
- Sanja Rajović, joueuse (1999-2007 et 2010-2012)
- Katarina Bulatović, joueuse (2002-2005)
- Mirjana Milenković, joueuse (2002-2007)
- Valentina Neli Ardean Elisei, joueuse (2004-2006)
- Svetlana Ognjenović, joueuse (2004-2005)
- Andrea Lekić, joueuse (2006-2007)
- Milica Danilović,  joueuse (2007)